# Stadsdelar i Göteborgs kommun

Karta över Göteborgs stadsdelar.

Stadsdelar i Göteborgs kommun har traditionellt inom kommunen och tidigare Göteborgs stad varit 83 till antalet. Stadsdelarna används ofta i dagligt tal – som exempelvis Gamlestaden, Masthugget, Askim och Tuve. Inom Göteborgs fastighetskontor används begreppet stadsdel fortfarande. Det gäller även bland annat kartor och andra handlingar inom exempelvis Stadsbyggnadskontoret, Park- och naturförvaltningen, Stadsledningskontoret och Göteborgs stadsmuseum samt Länsstyrelsen i Västra Götalands län.

## Bakgrund

### Rotesystemet och landerierna var grunden
Redan inför stadens grundande år 1621 behövdes en administrativ indelning av stadens mark — främst för de områden, som skulle bebyggas. En indelning av tomterna i ett rotesystem blev den lösning, som kom att fungera väl i över 300 år. Landerierna utanför stadskärnan hade sin betydelse som sommarbostäder i form av herrgårdar med vackra byggnader och lummiga trädgårdar. Namnen på dessa gårdar lever ännu kvar som stadsdelsnamn – exempelvis Bagaregården, Johanneberg, Kviberg och Lorensberg.

### Ny lagstiftning om fastighetsbildning och fastighetsregister
I samband med 1917 års lagstiftning om fastighetsbildning och fastighetsregister ansågs det emellertid  lämpligt, att använda benämningen ”stadsdel” för de områden, som en stad kunde indelades i. År 1920 fastställdes i Göteborg gränser och benämningar för 42 stadsdelar, varvid roteindelningen i stort sett skulle behållas, medan kvartersindelningen skulle upphöra. För Göteborgs del dröjde det dock i sex år – till den 15 juni 1923 – innan stadens magistrat fastställde en indelning med 52 stadsdelar samt nya beteckningar för byggnader och tomter. Dessa delar av staden omfattade både de tidigare rotarna och de områden, som låg utanför roteindelningen, exempelvis Annedal, Krokslätt och Sannegården.

### Antalet stadsdelar förändras
Antalet stadsdelar har ökat genom åren till följd av uppdelning av äldre stadsdelar - Guldheden, Kortedala, Utby, Arendal, Syrhåla och Bergsjön - eller genom inkorporering av ytterområden, såsom Västra Frölunda och Backa. År 1967 beslutade kommunen om indelning i stadsdelar för de områden, vilka inkorporerats vid det senaste årsskiftet. På Hisingen bildade församlingarnas områden nya stadsdelar med undantag för Säve, som delades i Säve och Kärra. Vid samma tillfälle tillkom i norr Angered, Bergum, Hjällbo, Gårdsten, Högsjön, Trollsjön, Tyrsjön och Varpekärr samt Vättlefjäll. År 1973 bröts Skogome ut ur Säve, liksom Lilleby och Sörred ur Björlanda. Vid årsskiftet 1973/1974 införlivades Askim, Styrsö och Rödbo, vilka alla tre blev nya stadsdelar.

### Sammanslagna stadsdelar i Bergum
Fram till och med 1981 fanns stadsdelarna Högsjön (72), Trollsjön (73), Tyrsjön (74), Varpekärr (75) och Vättlefjäll (76), vilka tillsammans med stadsdelen Bergum (71) ingick i primärområde 611 Bergum. År 1982 kvarstod stadsdelarna Bergum (71) och Olofstorp (74) inom primärområdet. Notera att stadsdel 74 bytt namn från Tyrsjön till Olofstorp.
År 1981 uppgick arealen och folkmängden (per 1/11 1980) för stadsdelarna till:
- Bergum – 683 ha, varav land 680 ha och vatten 3 ha. Folkmängd 150.
- Högsjön – 825 ha, varav land 759 ha och vatten 66 ha. Folkmängd 10.
- Trollsjön – 1 176 ha, varav land 1 099 ha och vatten 77 ha. Folkmängd 22.
- Tyrsjön – 1 869 ha, varav land 1 839 ha och vatten 30 ha. Folkmängd 1 255.
- Varpekärr – 677 ha, varav land 676 ha och vatten 1 ha. Folkmängd 186.
- Vättlefjäll – 709 ha, varav land 667 ha och vatten 42 ha. Folkmängd 31.

År 1982 uppgick arealen och folkmängden (per 1/11 1982) till:
- Bergum – 3 846 ha, varav land 3 675 ha och vatten 171 ha. Folkmängd 430.
- Olofstorp – 1 819 ha, varav land 1 789 ha och vatten 30 ha. Folkmängd 1 376.

### Sammanfattning
Antalet stadsdelar har varit 42 (1920), 53 (1940), 65 (1960), 66 (1965), 74 (1967) och 87 (1979). År 1982 var antalet stadsdelar 83.

## Stadsdelarna i nummerordning
- 1. Inom Vallgraven
- 2. Nordstaden
- 3. Gullbergsvass
- 4. Stampen
- 5. Heden
- 6. Vasastaden
- 7. Johanneberg
- 8. Krokslätt
- 9. Landala
- 10. Lorensberg
- 11. Pustervik
- 12. Masthugget
- 13. Stigberget
- 14. Olivedal
- 15. Haga
- 16. Kommendantsängen
- 17. Annedal
- 18. Änggården
- 19. Slottsskogen
- 20. Majorna, 1 rote
- 21. Majorna, 2 rote
- 22. Majorna, 3 rote
- 23. Majorna, 4 rote
- 24. Kungsladugård
- 25. Sandarna
- 26. Nya Varvet
- 27. Rödjan
- 28. Färjestaden
- 29. Bräcke
- 30. Biskopsgården
- 31. Tolered
- 32. Kyrkbyn
- 33. Rambergsstaden
- 34. Sannegården
- 35. Lindholmen
- 36. Lundbyvassen
- 37. Brämaregården
- 38. Kvillebäcken
- 39. Tingstadsvassen
- 40. Gamlestaden
- 41. Kviberg
- 42. Bagaregården
- 43. Olskroken
- 44. Gårda
- 45. Lunden
- 46. Kålltorp
- 47. Sävenäs
- 48. Delsjön
- 49. Torp
- 50. Bö
- 51. Skår
- 52. Kallebäck
- 53. Utby
- 54. Guldheden
- 55. Älvsborg
- 56. Fiskebäck
- 57. Högsbo
- 58. Järnbrott
- 59. Näset
- 60. Rud
- 61. Tynnered
- 62. Önnered
- 63. Kortedala
- 64. Arendal
- 65. Syrhåla
- 66. Backa
- 67. Bergsjön
- 68. Hjällbo
- 69. Angered
- 70. Gårdsten
- 71. Bergum
- 74. Olofstorp
- 77. Björlanda
- 78. Torslanda
- 79. Kärra
- 80. Säve
- 81. Tuve
- 82. Sörred
- 83. Lilleby
- 84. Skogome
- 85. Rödbo
- 86. Askim
- 87. Styrsö

- Kommentar: Nummer 72, 73, 75 och 76 används inte längre i numreringen av de 83 stadsdelarna. Istället har tillkommit nummer 84, 85, 86 och 87. Det brukade antalet stadsdelar är alltså 83.

## Förändrade indelningar av kommunens område
Med stadsdel kan även menas de område som en stadsdelsnämnd ansvarar för. Så var det tidigare i Göteborgs kommun, men då man slog samman flera stadsdelsnämnder, så omfattade de flera stadsdelar i sitt politiskt–geografiska ansvarsområde. Senare använde kommunen i stället termen stadsdelsnämndsområde (SDN-Område) för 10 områden. Från och med den 1 januari 2021 avvecklades emellertid stadsdelsnämnderna i Göteborgs kommun och staden indelas numera i fyra Stadsområden (SO), som är en sammanslagning av flera av de tidigare stadsdelsnämndsområdena. Dessa områden är Nordost (01), Centrum (02), Sydväst (03) och Hisingen (04).
Kommunen använder ytterligare en indelning av mindre geografiska områden med följande beteckningar: Mellanområde (MO) med 36 områden och Primärområde (PRI) med 96 områden. Den lägsta nivån är Basområde med över 900 områden. Generellt sett kan ett Mellanområde bestå av en eller flera stadsdelar. På motsvarande sätt kan en stadsdel innehålla ett eller flera Primärområden.